# ARTE Concert
 (novembre 2013).

Logo d'ARTE Concert

ARTE Concert (anciennement ARTE Live Web) est une plate-forme numérique gratuite dédiée au spectacle vivant. (opéras, ballets, pièces de théâtre), dont une partie est diffusée en direct. Créée en mai 2009 par la chaîne de télévision européenne ARTE, l’offre regroupe une large diversité de genres musicaux : pop, rock, musiques électroniques, hip-hop, metal, musique classique, musique baroque, opéra, jazz, musiques du monde.

## Historique
ARTE Live Web voit le jour le 28 mai 2009. Parmi les premiers programmes proposés sur l’offre, on[style à revoir] retrouve les retransmissions en direct des concerts de Birdy Nam Nam et Cold War Kids au festival Art Rock de Saint-Brieuc, un concert du groupe Beirut produit par La Blogothèque (Soirée de poche) ou encore une représentation de l’opéra Freischütz au Festspielhaus de Baden-Baden,.
En 2011, certains concerts de l’offre sont disponibles pour la première fois sur le réseau social Facebook.
En février 2014, ARTE Live Web est renommée ARTE Concert.
En avril 2017, le logo est modifié, il devient vertical.
En mai 2019, à l’occasion du dixième anniversaire de l’offre, l’interface d’ARTE Concert évolue encore pour intégrer de nouvelles fonctionnalités. Cette même année, l’offre enregistre une croissance de 25 % des vues par rapport à l’année précédente, pour s’établir à 21 millions.
En 2020, tandis que les salles de spectacle doivent fermer leurs portes en Europe en raison de l’épidémie de Covid-19, ARTE Concert affirme son soutien au secteur du spectacle vivant et à l’industrie musicale en diffusant quotidiennement des événements en direct et en remettant en ligne de nombreux spectacles,.

## Programmation
Chaque année, plus de 900 spectacles sont mis en ligne sur ARTE Concert, dont plus de la moitié sont diffusés en direct.
L’offre se démarque par sa grande diversité musicale comme de la musique classique, de la musique baroque, de l’opéra, de la pop, du rock, du hip-hop, de la musique électronique, du metal, les musiques du monde ou encore du jazz. Les arts de la scène sont également représentés avec la danse, le théâtre et le cirque[source secondaire souhaitée].
La programmation de l’offre est le fruit de partenariats avec des orchestres, des maisons d’opéra à travers l’Europ, ou encore des festivals.
L'émission Dans Le Club diffuse la nouvelle scène rap francophone.

## Supports
Les programmes de l’offre ARTE Concert peuvent être visionnés sur le site arte.tv et les différentes applications d’ARTE (smartphone, tablette, téléviseur connectée). Une partie des programmes est également diffusée à l’antenne de la chaîne télévisée. Certains programmes de l’offre sont également disponibles sur Youtube et sur Facebook.